# Delphin Strungk
Delphin Strungk (ou Strunck) (1600/1601 – 12 octobre 1694) est un compositeur et organiste allemand, associé avec l'école d'orgue d'Allemagne du Nord.

## Biographie
La première trace documentée du musicien est celle de sa nomination en 1630, en tant qu'organiste de la Marienkirche à Wolfenbüttel ; suivie de sa nomination à la cour de Celle (près de Hanovre), où il exerce de 1632 à 1637. En mai 1637 et jusqu'à sa mort, il s’installe à Brunswick, au poste d'organiste de l'église Saint-Martini ; il joue également dans d'autres églises locales.
Les compositions conservées comprennent six œuvres de musique d'église pour voix et instruments, aujourd'hui au sein de la Herzog August Bibliothek de Wolfenbüttel et à la Bibliothèque d'État de Berlin. Il y a aussi quelques œuvres pour orgue : six préludes de choral et des fantaisies de haute qualité, conservées en tablature et qui figurent aujourd'hui dans la collection de la Ratsbücherei, à Lunebourg. Les premières publications sont dans Die Orgel, II/12 (Lippstadt, 1960) ; Alte Meister des Orgelspiels, éd. Karl Straube (Leipzig, 1904) ; de Préludes de choral avec pédale I, éd. C. H. Trevor (Londres, 1963) ; et le Corpus ancien de musique pour clavier, vol. XXIII (1973).
Son fils, Nicolaus Adam Strungk (en), est un compositeur d'opéra.